# Benemérito de las Américas (Chiapas)
Benemérito de las Américas es una localidad del estado mexicano de Chiapas. Es la cabecera del municipio de Benemérito de las Américas.

## Toponimia
El nombre de la localidad rinde homenaje a Benito Juárez, presidente de México durante la Guerra de Reforma y reconocido como Benemérito de las Américas.

## Demografía
| Gráfica de evolución demográfica |
|                                  |

| Censo | Población |
| ----- | --------- |
| 1980  | 166       |
| 1990  | 3 320     |
| 2000  | 6 159     |
| 2010  | 7 259     |
| 2020  | 10 026    |